# Sculpture en bois de fer au Mexique

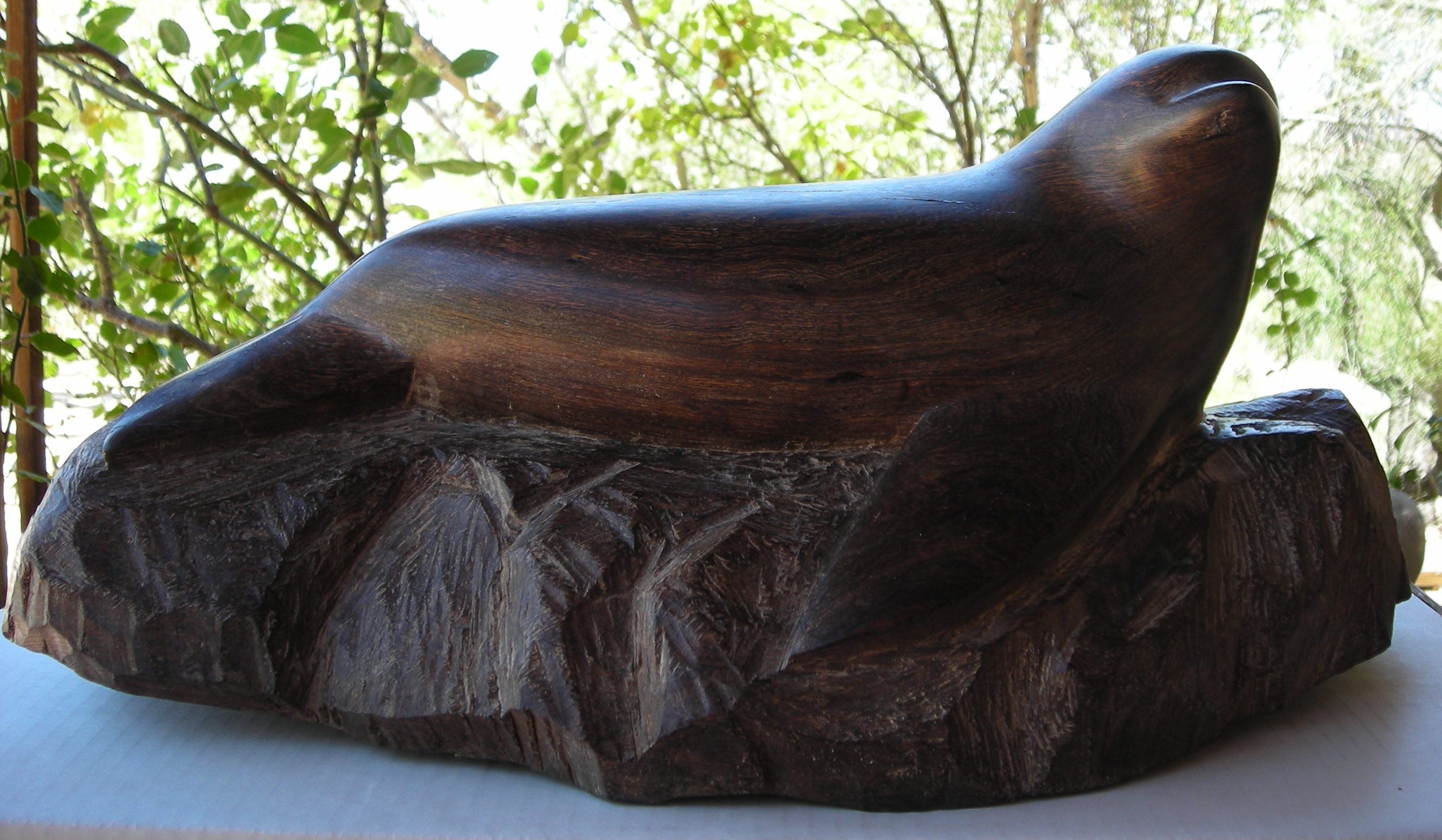
Seri sculpture en bois de fer

La sculpture mexicaine du bois de fer est une tradition mexicaine consistant à sculpter le bois de l’arbre Olneya tesota, un arbre du désert de Sonora appelé couramment bois de fer (palo fierro en espagnol). 
L'olneya tesota est un arbre d'ombrage important à croissance lente dans le nord-ouest du Mexique et le sud-ouest des États-Unis. Le bois qu'il produit est très dense et coule dans l'eau. Traditionnellement, les gens l'utilisent pour le bois de chauffage et le charbon de bois, ainsi que pour la sculpture. 
La tradition de la sculpture a commencé avec le peuple autochtone Seri de l'état de Sonora. Au milieu du XXe siècle, les Seris ont dû quitter leur domicile traditionnel sur l’île Tiburon pour s’installer sur le continent, à peu près au même moment où le tourisme se développe dans la baie de Kino (en) . Jose Astorga est le premier à sculpter du bois de fer à vendre; il commence avec d’autres matériaux et du bois de fer pour les articles utilitaires. Dans les années 1960, il commence à sculpter des silhouettes en bois de fer, qui se vendent bien aux touristes, d'autres suivent. L'artisanat commence à se répandre largement dans les années 1970. Des non-Seris commencent à sculpter, introduisant des animaux d'autres régions comme sujets et à utiliser des outils électriques. La sculpture, la production de charbon de bois et la perte d'habitat ont exercé une pression sur l'arbre de bois de fer, que le gouvernement mexicain déclare protégé en 1994. La sculpture est toujours autorisée, mais le prix du bois augmente et la production diminue. 

## Bois de fer

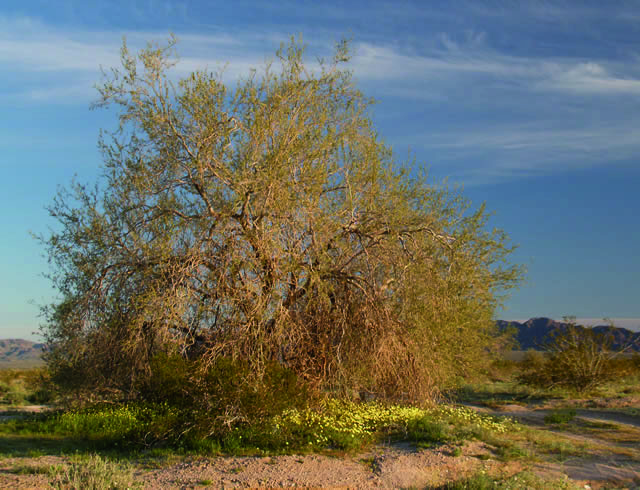
Olneya tesota, l'arbre de bois de fer.

L'arbre de bois de fer est considéré comme originaire du désert de Sonora, car il ne se trouve que dans les États de Sonora, de Basse Californie et de Basse Californie du Sud au Mexique et d'Arizona et de Californie aux États-Unis. L'Olneya tesota est la plante dont la croissance est la plus lente et la plus haute du désert de Sonora. Ses spécimens peuvent atteindre une hauteur maximale de quinze mètres si les sources d’eau sont relativement stables. Il représente un cinquième de la biomasse du désert, principalement en raison de la densité de son bois. L'ombre fournie par ces arbres est essentielle pour un certain nombre d'autres plantes et animaux du désert. 
L'espèce est protégée par le gouvernement mexicain en raison de sa surexploitation et de la détérioration de son habitat. La plante n’est pas considérée comme en danger d’extinction, son aire de répartition s'étendant sur des millions d'hectares et comptant des milliers d'arbres, sa croissance lente et son utilisation dans l'artisanat et le bois de chauffage la mettent en danger. En 1992, avant de recevoir la protection du gouvernement, 21 000 tonnes de bois sont transformées en charbon de bois. Aujourd'hui, la sculpture n'est pas le plus gros danger pour l'arbre, mais plutôt la conversion du désert en pâturages et en terres cultivées,. Parmi les autres efforts déployés pour conserver l’arbre, citons la création d’organisations telles que Pro Palo Fierro, chargées de mettre au point des moyens d’utiliser la ressource de manière durable. Depuis que la plante se trouve dans deux pays, les efforts des États-Unis ont inclus des organisations telles que Conservation International et le Desert Botanical Garden à Phoenix en Arizona,,. 

## Utilisation du bois, y compris la sculpture

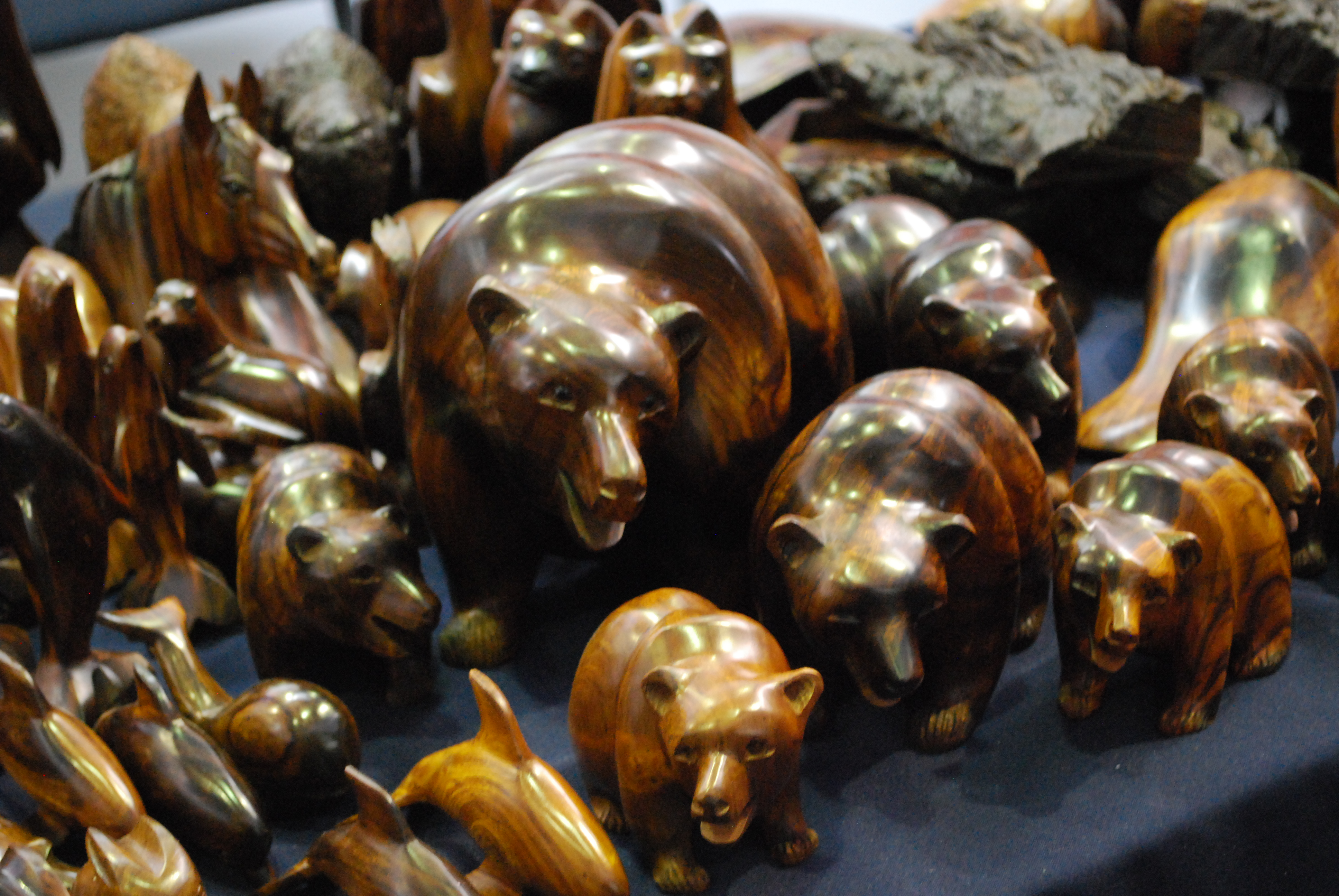
Ours en bois de fer au salon FONART à Mexico.

Le bois de fer est similaire à l'ébène, car il est sombre, dense et très dur; son grain est très droit. Pour cette raison, il y a peu de bulles d'air et contrairement aux autres bois, le bois de fer coule dans l'eau. Avant la sculpture des figures en bois de fer, il est utilisé pour le bois de chauffage, la production de charbon de bois et la sculpture d’articles tels que des harpons, d'autres outils, d'instruments de musique et jouets. Aujourd'hui, l'utilisation principale du bois dans l'artisanat est la création de figures sculptées. Celles-ci sont principalement vendues aux États-Unis et au Mexique et rapportent environ un million de dollars par an, soit bien plus que l'exploitation du charbon de bois. 
Deux groupes sculptent le bois. Les premiers sont les Seris, qui le font depuis des décennies. On estime que 500 Séris vivent encore au Mexique, répartis en quatre grands clans. Ils sont semi-nomades et évitent généralement l'agriculture, la domestication des animaux et les contacts prolongés avec des étrangers. Ils sont concentrés sur l’île Tiburon et dans des villes comme Punta Chueca (en) sur le continent. La sculpture est probablement le plus connu des métiers des Seris et elles sont toujours produites à la main et à petite échelle. Les artisans Seris préfèrent travailler le bois provenant d'arbres déjà morts, tels que ceux frappés par la foudre ou desséchés pour d'autres raisons. Ils coupent un tronc ou une branche avec une hache et sculptent des pièces à l'aide d'une râpe ou d'une lime grossière. Ils lissent le bois en le grattant avec un morceau de verre, le polissent avec du sable du désert, puis le recouvrent d'une fine couche de cire. À l'origine, ils utilisaient de la cire de tortues, mais aujourd'hui, ils utilisent de la cire pour chaussures. Pour les sujets, les sculpteurs choisissent généralement les animaux du monde Seri, tels que les tortues, les dauphins, les aigles, les lézards, les crabes et les coyotes. Les styles varient des simples lignes à l’inclusion, avec beaucoup de détails et de parures. 
Le deuxième groupe de producteurs est constitué de citadins de Sonora et de Basse-Californie, qui commencent à sculpter après que les personnages soient devenus commercialement populaires. Ce dernier groupe produit en grande quantité grâce à leur accès aux outils électriques. Des familles peuvent produire entre quarante et cinquante pièces par jour, dont la plupart sont vendues à des grossistes à Nogales, dans l'état de Sonora. La plupart d'entre eux sont ensuite vendus aux États-Unis. Cela désavantage les Seris sur le marché, leur part ayant diminué. Aujourd'hui, il y a moins de quinze sculpteurs Seris. Les sculpteurs utilisent au total environ 5 000 tonnes de bois par an. Le développement de la sculpture est dicté par la demande des consommateurs et des touristes, notamment par le recours à l'asymétrie et à des formes abstraites. Certains touristes pensent qu'une sculpture plus « primitive » a l'air plus authentique que le meilleur des travaux. L'association des Seris avec l'artisanat est toujours importante pour sa vente et de nombreux non-Seri ont faussement mis des autocollants « Fait main par les Seris » sur leurs œuvres. 

## Histoire
Le métier est créé par les Seris pour gagner de l’argent auprès des touristes. Au cours de la première moitié du XXe siècle, les Seris sont principalement confinés à l’île Tiburón et s’installent de façon saisonnière dans la baie de Kino (en) pour vendre du bois de chauffage, notamment du bois de fer. Au milieu du XXe siècle, l’économie traditionnelle du Seri est perturbée par la pêche à la crevette dans le golfe de Californie, ce qui réduit les espèces marines dont le Seri a besoin pour se nourrir. À la fin des années 1950, le tourisme dans la région prend son envol dans la région de la baie de Kino. Ces deux développements, ainsi que le statut de réserve écologique de l'île, incitent les Seris à s'installer sur le continent dans des communautés telles que Desemboque (en) et Punta Chueca (en). La vente d'objets artisanaux, notamment de paniers et de bijoux, ainsi que de sculptures, devient une source de revenus vitale. 
Le premier sculpteur de bois de fer est Jose Astorga, qui commence par sculpter des animaux en pierre ponce. Son premier travail avec du bois de fer est utilitaire, des bols, des cuillères, etc. Sa fille est plus tard la première à signer son travail. 
La cire commerciale et d’autres méthodes de sablage sont introduites en 1968. La même année, les étudiants de l’université de l’Arizona commencent à faire des voyages mensuels dans les villages de Seris pour acheter les sculptures, ce qui accroit considérablement leur popularité. Dans les années 1970, le gouvernement mexicain commence à promouvoir et à diffuser largement les gravures, ce qui permet à environ la moitié de la population adulte de s’engager dans ce métier,. 
Les non-Seris commencent à sculpter dans les années 1970, alors que la popularité grandit, et introduisent dans les années 1980 des méthodes de coupe et de découpage motorisées, ainsi que des animaux sculptés ne faisant pas partie du monde Seri,. En 1974, BANFOCO devient un grossiste en sculpture dans le but de fournir aux Seris un revenu régulier. Dans les années 1980, la distribution s'étend au Canada et au Japon. Cependant, la croissance de l'artisanat, ainsi que l'utilisation continue du bois pour le charbon de bois, ont commencé à réduire l'offre de bois. En 1994, le gouvernement mexicain a protégé l’arbre de bois de fer, qui ne pouvait être utilisé que pour la sculpture.  À ce moment-là, l'artisanat se répand dans diverses parties de Sonora ainsi que dans la péninsule de Basse-Californie. Cependant, la plupart des sculptures de bois de fer sont encore réalisées dans la baie de Kino (en), Caborca, Magdalena de Kino, Punta Checa, Puerto Libertad (en), Puerto Peñasco, Santa Ana (en) et Sonoyta (en). La rareté du bois entraîne une hausse de son prix et une baisse de la production. Cela rend les pièces déjà existantes plus précieuses. 